# Mirošov (zámek, okres Rokycany)
Mirošov je zámek ve stejnojmenném městě v okrese Rokycany. Založen byl rodem Gryspeků v renesančním slohu na konci šestnáctého století jako panské sídlo malého panství. V letech 1723 jej Vratislavové z Mitrovic přestavěli na barokní zámek, jehož podobu navrhl plzeňský architekt Jakub Auguston. Zámecký areál je od roku 1964 chráněn jako kulturní památka.

## Historie
Nejstarším panským sídlem v Mirošově byla ve čtrnáctém století tvrz Dvorec, která zanikla v první čtvrtině patnáctého století. Nové panské sídlo si ve vsi postavili až Gryspekové z Gryspachu. Za stavitele mirošovského renesančního zámku býval považován Florián Gryspek, který však zdejší sídlo nepotřeboval, a proto je pravděpodobnějším stavitelem Ferdinand Gryspek z Gryspachu. Byl jedním z Floriánových synů a Mirošov mu v roce 1588 připadl jako dědictví po otci. Ferdinand zemřel bez potomků, a majetek po něm zdědili bratři, z nichž poslední byl Blažej Gryspek. Ten panství roku 1616 prodal Adamu staršímu Vratislavovi z Mitrovic, který sídlil ve Spáleném Poříčí. Adam mirošovské panství rozdělil na dvě části, z nichž jednu připojil ke Spálenému Poříčí a druhou prodal svému strýci Felixi Vratislavovi z Mitrovic. Felix brzy zemřel, a jeho majetek Adam koupil zpět. Po Adamově smrti statek spravovala vdova Saloména, rozená z Prostého, ale dluhy zatížené panství udržet nedokázala, a musela ho zastavovat věřitelům. K nim patřila v roce 1626 Veronika Boryňová z Gryspachu, dcera Blažeje Gryspeka, po roce 1630 Kašpar Pregl z Pregsdorfu a Václav z Kumburka. Saloména Gryspeková nakonec byla donucena statek prodat.

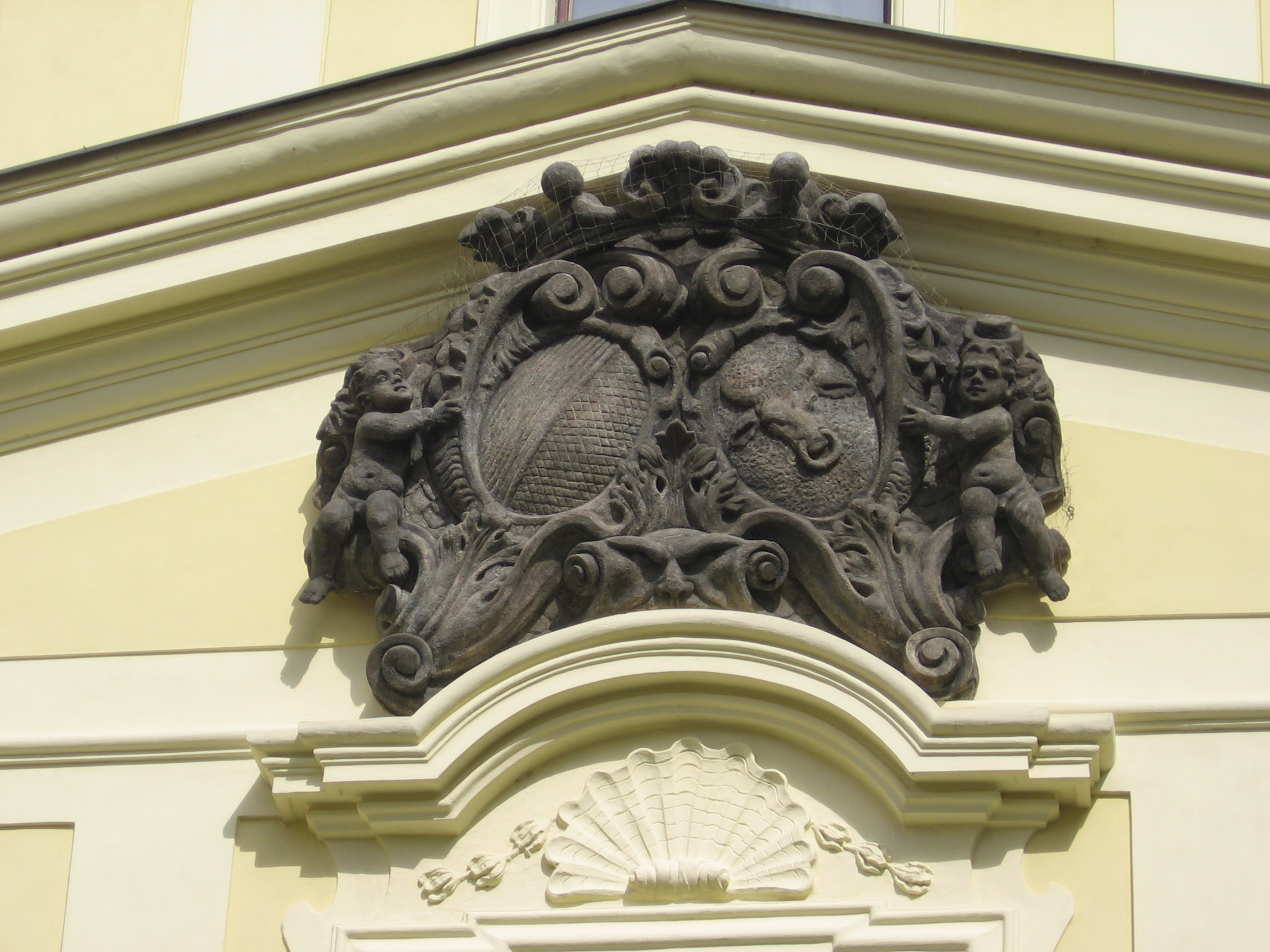
Alianční znak Jana Antonína Vratislava z Mitrovic a Marie Zuzany Talacké z Ještětic nad vstupním portálem

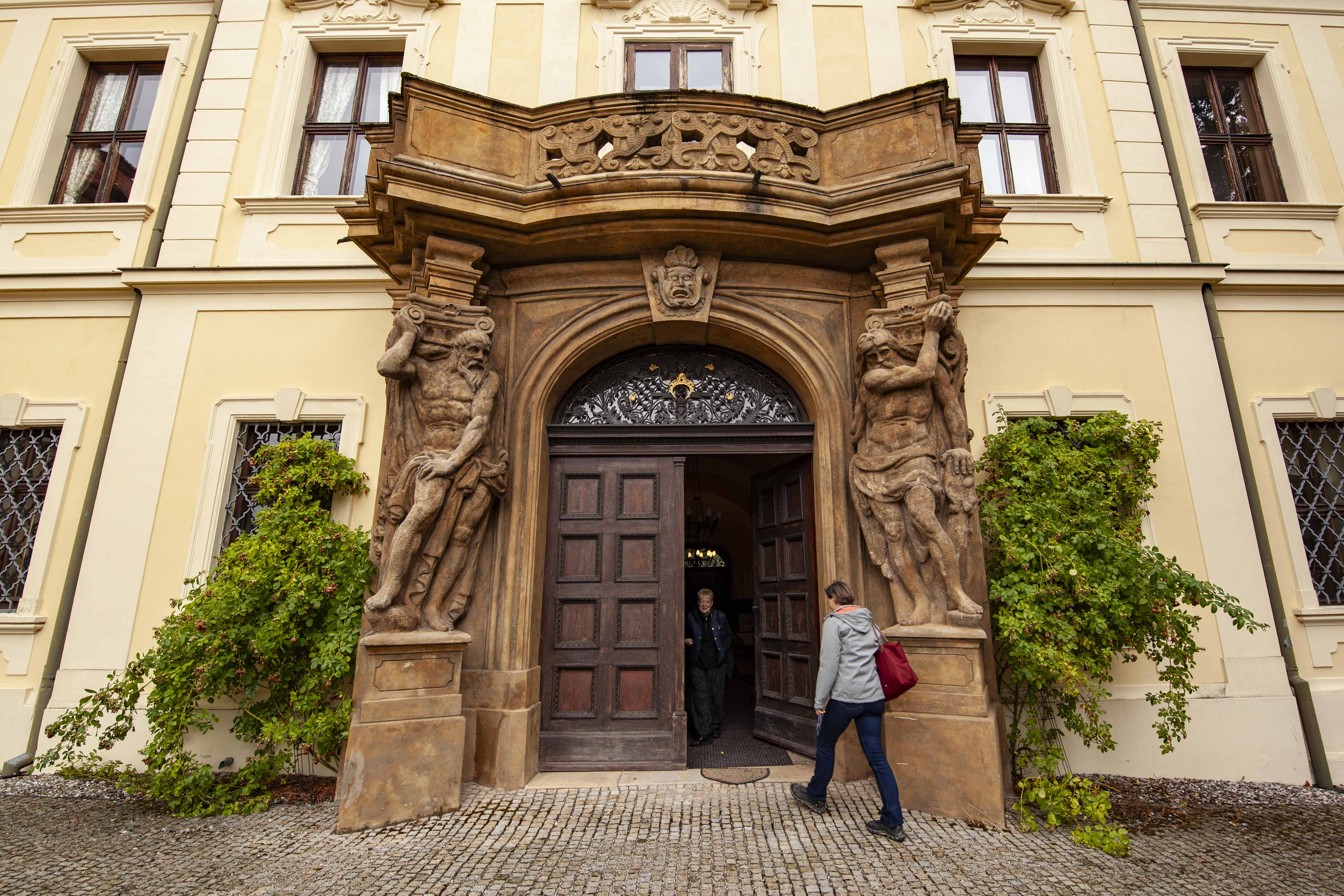
Kamenný portál s giganty při vstupu do zámku

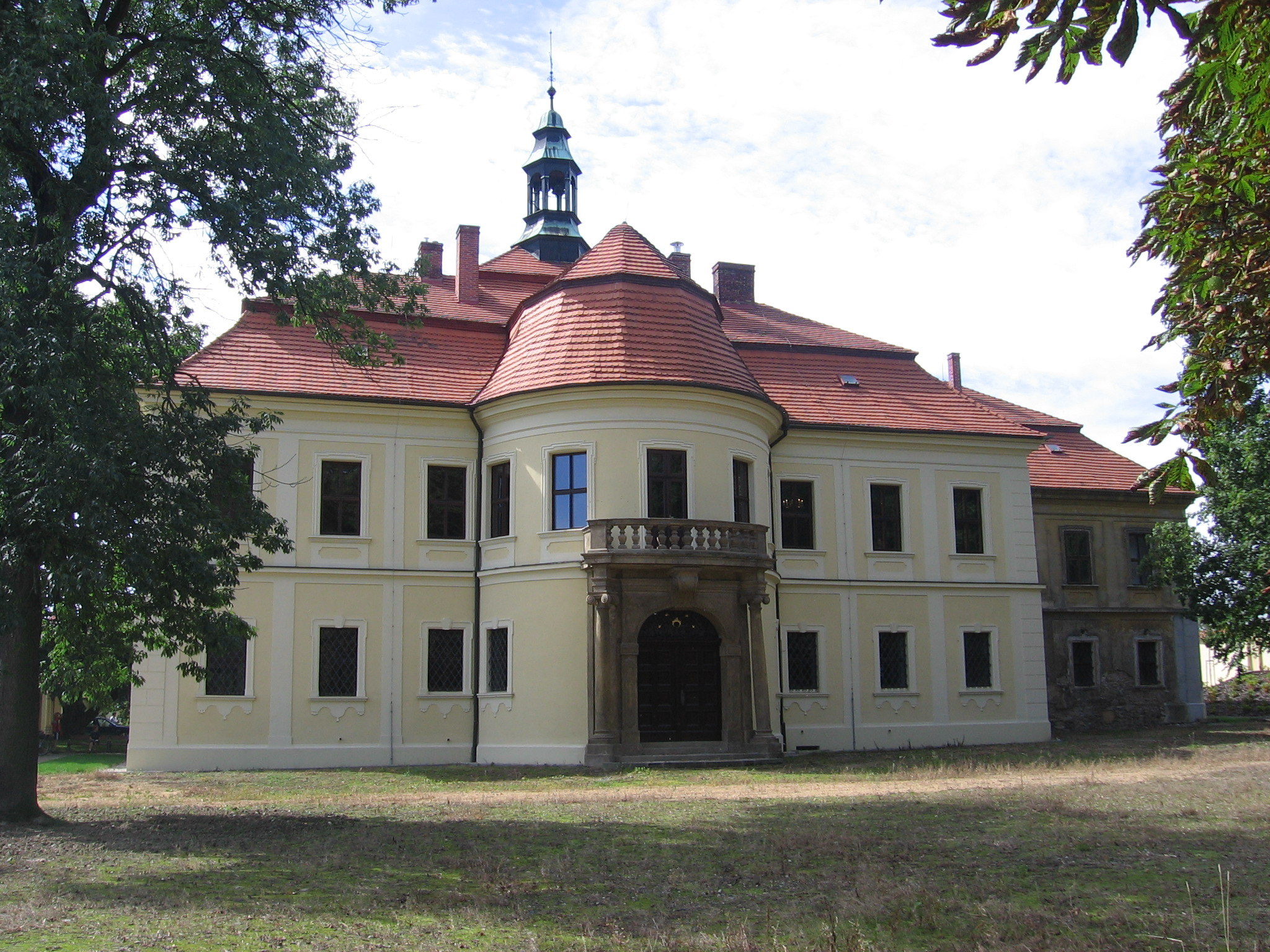
Zahradní průčelí

Novým majitelem se roku 1635 stal rytíř Adam Václav Boryně ze Lhoty († 1644), manžel Veroniky Boryňové z Gryspachu. Tvrz v době třicetileté války nejspíše chátrala, protože když si v roce 1653 jejich dcery Marie Magdaléna a Barbora Estera dělily dědictví, byla ohodnocena na pouhých 500 kop grošů. Mirošovský hospodářský dvůr byl při této příležitosti oceněn na 300 kop a pivovar na tisíc kop grošů. Sestry si rozdělily většinu majetku, ale samotnou tvrz užívaly společně. Marie Magdaléna sestřinu část Mirošova brzy koupila, ale sama žila s manželem v Chlumčanech. Marie Magdaléna zemřela roku 1661 nebo 1671, Mirošov po ní zdědil manžel František Diviš Vratislav z Mitrovic a přestěhoval se na tamní zámek. Býval hejtmanem Plzeňského kraje, v roce 1657 dosáhl povýšení do panského stavu a u Padrťských rybníků založil huť na zpracování železné rudy. Po smrti v roce 1677 byl pohřben v kostele svatého Jakuba, který nechal o dva roky dříve přestavět.
Pánem Mirošova se poté stal syn Adam František Vratislav z Mitrovic a v roce 1694 jeho syn Jan Antonín Vratislav z Mitrovic. Roku 1701 byl povýšen na hraběte a stará tvrz přestala vyhovovat zvýšeným nárokům na reprezentativní sídlo. Návrhem plánů nového barokního sídla pověřil architekta Jakuba Augustona a podle jeho plánů nechal do roku 1723 renesanční tvrz rozšířit o výstavné barokní křídlo. Stavbou zámku se však velmi zadlužil a mirošovské panství roku 1726 koupila císařská komora za 226 tisíc zlatých. Zámek byl poté upraven pro potřeby úředníků, kteří odtud spravovali mirošovský železářský podnik a v první polovině devatenáctého století také osecký statek. Podřízeni byli nejprve ředitelství ve Zbirohu a později v Příbrami.
V roce 1868 se majitelem stal Bethel Henry Strousberg, kterému Mirošov patřil až do krachu jeho podniků v roce 1875. O čtyři roky později zámek koupil hrabě Josef Colloredo-Mansfeld a roku 1890 Mirošovské kamenouhelné těžařstvo. Společnost řídil Jan Fitz, který nechal mirošovský zámek v letech 1893–1897 nákladně opravit a interiéry vybavit v neorokokovém stylu. Nakonec zámek od společnosti koupil, a když roku 1900 zemřel, zdědila jej vdova podruhé provdaná za majora Emila Van Dycka. Dalším majitelem se roku 1904 stal hrabě Bedřich Schönborn, ale tři roky nato byl zámecký statek prodán ve veřejné dražbě Maxi Maendlovi, po kterém jej spravoval syn Josef Maendl. V roce 1939 odešel do zahraničí a zámek na krátký čas koupil Ladislav Karel Feierabend. V roce 1940 odjel do Anglie, kde se stal ministrem financí exilové vlády. Během druhé světové války zámek využívala německá armáda.
Ladislav Feierabend se po válce vrátil do vlasti, ale roku 1948 emigroval a o tři roky později zámek začal sloužit potřebám státního statku. Na počátku sedmdesátých let dvacátého století zámecký areál připadl Ústřední celní správě Praha, která zahájila úpravy s cílem zřídit zde školu. Záměr nebyl uskutečněn. Koncem osmdesátých let zámek získala firma Čedok a poté v restitučním řízení dědička Ladislava Feierabenda Hana Ludikarová. Její syn zahájil rozsáhlou rekonstrukci. Vznikla zde také expozice věnovaná dějinám zámku a osobě Ladislava Feierabenda.
V roce 2015 zámek za 100 milionů koupila firma Green Ways International, jejíž majitelé pokračovali v rekonstrukci zámku. V renesančním křídle vznikly nové apartnány a kavárna. Zámek byl vybaven novým nábytkem v historizujícím stylu. Objekt byl využíván pro účely firmy a také pro konání svatebních obřadů, nicméně po útlumu, který přišel po pandemii covidu-19 a výraznému zvýšení nákladů na provoz, byl zámek opět nabídnut k prodeji (2023).

## Stavební podoba

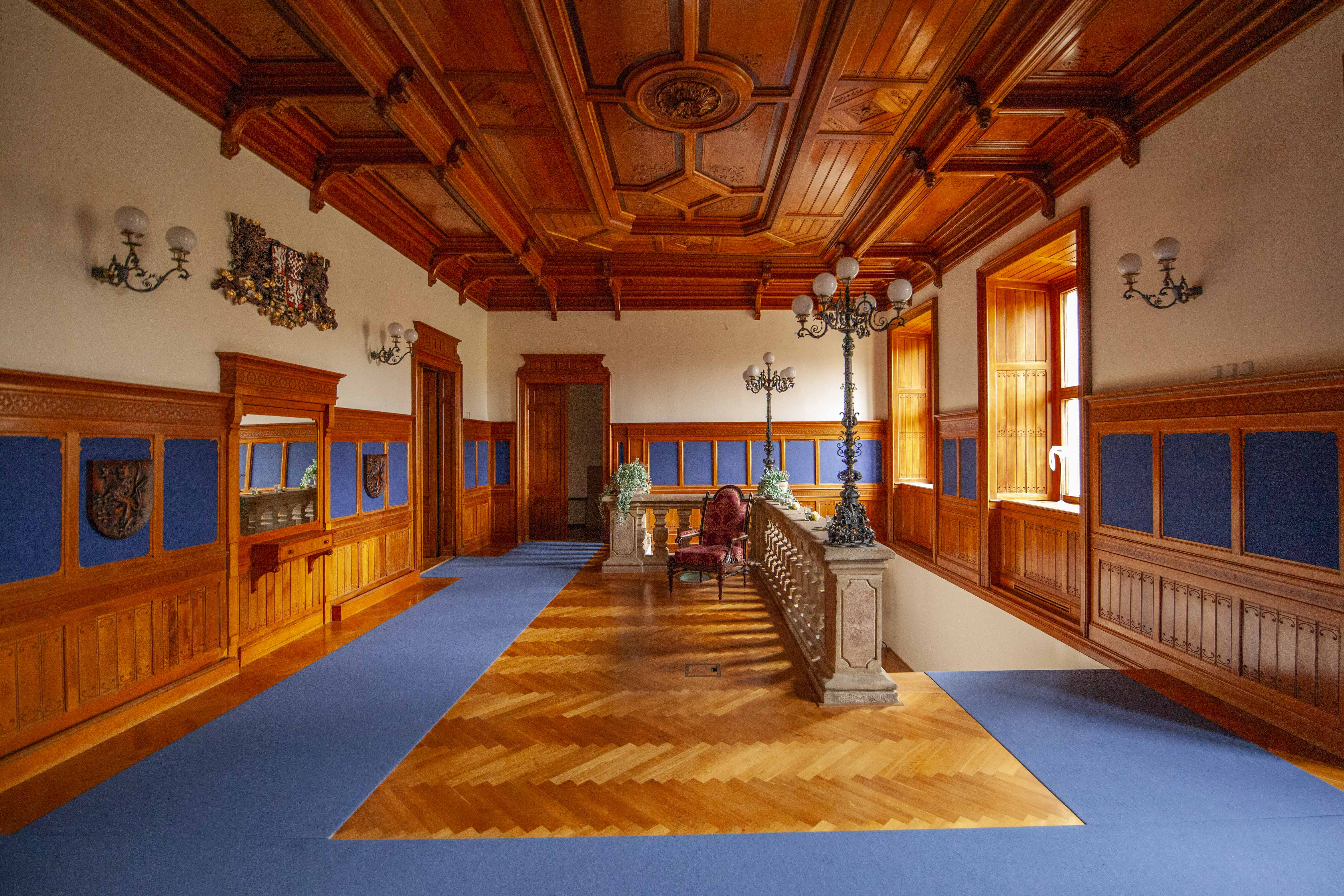
Hala v barokním křídle. Za zrcadlem vlevo se nachází skryté točité schodiště do 2. patra

Starší částí mirošovského zámku je jednopatrové severní křídlo, které bývalo gryspekovskou renesanční tvrzí. Obdélná budova má půdorys s rozměry 20 × 16 metrů. Původní renesanční podoba byla setřena mladšími úpravami, ale členění interiéru je z větší části původní.
Jednopatrové barokní křídlo s rozměry 30 × 16 metrů je připojené v pravém úhlu k části jižního průčelí renesanční budovy. Vstupní průčelí má fasády členěné lizénovými rámci a obdélníkovými okny. Ve středu se nachází o jedno patro vyšší rizalit s mansardovou střechou a věžičkou, ve kterém je nachází vstupní portál. Okna v prvním patře rizalitu mají zdobné supraporty. Nad prostředním oknem je umístěn alianční znak Jana Antonína Vratislava z Mitrovic a Marie Zuzany Talacké z Ještětic. Nad portálem je balkón podepřený sochami atlantů stojících po obou stranách vstupu. Východní průčelí směřuje do zahrady. Jeho dominantou je cylindrický rizalit s portálem, po jehož stranách stojí iónské sloupy podpírající balkón s balustrádovým zábradlím. V přízemí rizalitu je sala terrena a v patře velký sál. Přízemní místnosti mají klenuté stropy, zatímco v prvním patře jsou pokoje plochostropé. Ve čtyřech místnostech jižního a jedné místnosti severního křídla se dochovaly kazetové stropy.
K památkově chráněnému areálu patří také park s ohradní zdí, barokní pilířovou bránou a dvěma brankami.